# بروس أبوت
بروس أبوت (بالإنجليزية: Bruce Abbott)‏ مواليد 28 يوليو 1954 في أوريغون، الولايات المتحدة، هو ممثل أمريكي بدأ مسيرته الفنية سنة 1982.

## الأعمال

### أفلام
- إعادة التنشيط (1985) (بدور: دان كين)
- عروس إعادة التنشيط (1989)

### مسلسلات
- الجميلة والوحش (1988) (بدور: ديفين ويلز)
- دياجنوسيز: موردر (1994)
- الشبكة (1998)

## روابط خارجية
- بروس أبوت على موقع IMDb (الإنجليزية)
- بروس أبوت على موقع ألو سيني (الفرنسية)
- بروس أبوت على موقع تيرنر كلاسيك موفيز (الإنجليزية)
- بروس أبوت على موقع أول موفي (الإنجليزية)
- بروس أبوت على موقع قاعدة بيانات الأفلام السويدية (السويدية)
- بروس أبوت على موقع قاعدة بيانات الفيلم (الإنجليزية)
- بروس أبوت على موقع كينوبويسك (الروسية)